# Gianluca Roda
Pas d'image ? Cliquez ici
Gianluca Roda, né le 5 juin 1959, à Côme en Italie, est un pilote de course italien. Il a participé à des championnats tels que les European Le Mans Series et le Championnat du monde d'endurance FIA.
Il est le père des pilotes automobile Andrea Roda et Giorgio Roda, et le frère de Davide Roda (en).

## Palmarès

### 24 Heures du Mans
| Année | Écurie                 | Copilotes                        | Voiture                 | Classe | Tours | Pos. | Class Pos. |
| ----- | ---------------------- | -------------------------------- | ----------------------- | ------ | ----- | ---- | ---------- |
| 2012  | Team Felbermayr-Proton | Christian Ried Paolo Ruberti     | Porsche 911 GT3 RSR     | LMGTE  | 222   | Abd. | Abd.       |
| 2013  | Proton Competition     | Christian Ried Paolo Ruberti     | Porsche 911 GT3 RSR     | LMGTE  | 300   | 35e  | 8e         |
| 2014  | 8Star Motorsports      | Frankie Montecalvo Paolo Ruberti | Ferrari 458 Italia GT2  | LMGTE  | 330   | 23e  | 4e         |
| 2015  | Larbre Compétition     | Paolo Ruberti Kristian Poulsen   | Chevrolet Corvette C7.R | LMGTE  | 94    | Abd. | Abd.       |

### 24 Heures de Daytona
| Année | Écurie         | Copilotes                        | Voiture                | Classe | Tours | Pos. | Class Pos. |
| ----- | -------------- | -------------------------------- | ---------------------- | ------ | ----- | ---- | ---------- |
| 2014  | Spirit of Race | Frankie Montecalvo Paolo Ruberti | Ferrari 458 Italia GT3 | GTD    | 618   | 39e  | 18e        |

### Championnat du monde d'endurance FIA
| Année | Écurie                 | Voiture                 | Moteur                        | Classe   | 1                | 2                | 3                | 4                | 5                | 6                | 7                | 8                | Position | Points |
| ----- | ---------------------- | ----------------------- | ----------------------------- | -------- | ---------------- | ---------------- | ---------------- | ---------------- | ---------------- | ---------------- | ---------------- | ---------------- | -------- | ------ |
| 2012  | Team Felbermayr-Proton | Porsche 911 GT3 RSR     | Porsche 4,0 L Flat-6 Atmo     | GTE Am   | SEB gén:25 cls:1 | SPA gén:24 cls:2 | LMS Abd.         | SIL gén:25 cls:2 | SAO gén:20 cls:1 | BAH gén:17 cls:1 | FUJ gén:23 cls:3 | SHA gén:20 cls:2 |          |        |
| 2013  | Proton Competition     | Porsche 911 GT3 RSR     | Porsche 4,0 L Flat-6 Atmo     | LMGTE Am | SIL gén:24 cls:5 | SPA gén:26 cls:5 | LMS gén:35 cls:8 | SAO gén:16 cls:3 | COA gén:21 cls:5 | FUJ              | SHA gén:21 cls:4 | BAH Abd.         | 6e       | 76,5   |
| 2014  | 8Star Motorsports      | Ferrari 458 Italia GT2  | Ferrari F142 GT 4,5 L V8 Atmo | LMGTE Am | SIL Abd.         | SPA gén:27 cls:9 | LMS gén:23 cls:4 | COA gén:23 cls:5 | FUJ Abd.         | SHA gén:22 cls:3 | BAH gén:22 cls:5 | SAO Abd.         | 8e       | 63     |
| 2015  | Larbre Compétition     | Chevrolet Corvette C7.R | Chevrolet 5,5 L V8 V8 Atmo    | LMGTE Am | SIL gén:25 cls:7 | SPA Abd.         | LMS Abd.         | NÜR gén:27 cls:5 | COA gén:27 cls:7 | FUJ gén:26 cls:4 | SHA gén:25 cls:5 | BAH gén:31 cls:6 | 10e      | 52     |

### European Le Mans Series
| Année | Écurie             | Châssis             | Moteur                           | Classe   | 1                | 2                | 3                | 4                | 5                | 6                | Position | Points |
| ----- | ------------------ | ------------------- | -------------------------------- | -------- | ---------------- | ---------------- | ---------------- | ---------------- | ---------------- | ---------------- | -------- | ------ |
| 2013  | Proton Competition | Porsche 911 GT3 RSR | Porsche 4,0 L Flat-6 Atmo        | LMGTE Am | SIL gén:5 cls:1  | IMO gén:15 cls:5 | RBR gén:19 cls:8 | BUD              | LEC              |                  | 8e       | 40     |
| 2016  | Proton Competition | Porsche 911 RSR     | Porsche 4,0 L Flat-6 Atmo        | LMGTE    | SIL gén:27 cls:6 | IMO gén:23 cls:4 | RBR gén:22 cls:5 | LEC Abd.         | SPA gén:22 cls:2 | EST gén:25 cls:5 | 7e       | 60     |
| 2017  | Spirit of Race     | Ferrari 488 GTE     | Ferrari F154CB 3,9 L V8 bi-turbo | LMGTE    | SIL gén:29 cls:6 | MON gén:25 cls:4 | RBR gén:19 cls:4 | LEC gén:23 cls:4 | SPA gén:20 cls:1 | ALG Abd.         | 9e       | 45     |
| 2018  | Proton Competition | Porsche 911 RSR     | Porsche 4,0 L Flat-6 Atmo        | LMGTE    | LEC gén:27 cls:2 | MON gén:30 cls:5 | RBR gén:24 cls:1 | SIL gén:26 cls:2 | SPA gén:21 cls:3 | ALG gén:23 cls:3 | 1re      | 95,5   |